# Кејв Спринг (Џорџија)
Кејв Спринг (Џорџија) (енгл. Cave Spring) град је у америчкој савезној држави Џорџија. По попису становништва из 2010. у њему је живело 1.200 становника.

## Демографија
Према попису становништва из 2010. у граду је живело 1.200 становника, што је 225 (23,1%) становника више него 2000. године.
| Група             | 2000.       | 2010.         |
| Белци             | 825 (84,6%) | 1.004 (83,7%) |
| Афроамериканци    | 121 (12,4%) | 155 (12,9%)   |
| Азијати           | 0 (0,0%)    | 7 (0,6%)      |
| Хиспаноамериканци | 21 (2,2%)   | 24 (2,0%)     |
| Укупно            | 975         | 1.200         |